# Peter Rüdiger von Kleist
Peter Rüdiger von Kleist († 1684) war ein pommerscher Landrat.

## Leben

### Herkunft
Peter Rüdiger von Kleist entstammte dem Dallenthiner Seitenzweig des uradeligen pommerschen Adelsgeschlechts von Kleist. Er wurde als einziger Sohn des Ewald von Kleist († ca. 1660), Herr auf Dallenthin (Kreis Neustettin), und der Adelheid von Glasenapp geboren.

### Werdegang
Peter Rüdiger studierte wahrscheinlich Rechtswissenschaft und wurde danach herzoglich pommerscher Beamter. Nach dem Erlöschen der pommerschen Herzogsfamilie im Jahre 1637 blieben die pommerschen Beamten zunächst im Amt, schon weil unklar war, wer das Erbe des in jenem Jahr verstorbenen letzten Herzogs von Pommern, Bogislaw XIV., antreten würde. Zwar war auf Grund eines Erbvertrages rechtlich der Kurfürst von Brandenburg Erbe, aber während des Dreißigjährigen Krieges hatten die Schweden unter ihrem König Gustav II. Adolf Pommern besetzt und auf Grund eines Eventualerbvertrages von 1630 mit Bogislav XIV. sich Pommern faktisch einverleibt. Erst mit dem Westfälischen Frieden von 1648 wurden die Besitzverhältnisse im Herzogtum Pommern geregelt: Danach wurde Brandenburg Hinterpommern zugesprochen, während Schweden das Mündungsgebiet der Oder mit Stettin und das heutige Vorpommern mit Stralsund und Rügen erhielt.
Peter Rüdiger von Kleist blieb unter schwedischer Herrschaft Beamter und wurde auch von Brandenburg übernommen. Ende der fünfziger Jahre war er Commissarius und Direktor des Neustettiner Distrikts. Anfang der sechziger Jahre war er dann kurfürstlich-brandenburgischer Landrat in Hinterpommern. Wie unsicher und von Selbstjustiz geprägt damals noch die Verhältnisse in Hinterpommern waren, zeigt eine Episode, die Peter Rügiger am eigenen Leib erleben musste: Als ein Standesgenosse, der Capitain-Leutnant Lorenz-Jürgen von Glasenapp, sich in seinen Rechten als Schutzherr seiner Knechte beeinträchtigt fühlte, überfiel er mit seinen Knechten Kleists Knechte, drang dann in Kleists Haus ein, durchsuchte es und drohte, ihm eine Kugel in den Kopf zu schießen. Zum Glück für Peter Rüdiger retteten ihn sein Vetter Peter von Kleist und sein Wirtschafter vor Glasenapp.
Kleist besaß reichhaltigen Grundbesitz. Zunächst hatte er von seinem Vater die Güter Dallenthin und Lanzen geerbt. Dazu brachte ihm seine Ehefrau das Gut Groß-Borselin als Mitgift in die Ehe. Er starb im Jahre 1684 an einem nicht überlieferten Tag.

### Familie
Verheiratet war er mit Anna von Puttkamer, mit der er vier Söhne und eine Tochter hatte.